# Харків Володимир Йосипович
Харків Володимир Йосипович (нар. 1900 — пом. 1974) — український фольклорист, мистецтвознавець; завідувач Кабінетом музичної етнографії ВУАН, завідувач Кабінетом народної музики в Московській консерваторії (1955—1959) і викладач в Інституті ім. Гнєсіних (з 1959 року)

## Життєпис
Володимир Харків народився у 1900 році. Навчався у Київському вищому музично-драматичному інституті ім. М. Лисенка. Його викладач Климент Квітка вважав Володимира своїм наступником, тому вводив його в курс всіх своїх наукових справ і праць
З 24 листопада 1927 року Харків працював на посаді позаштатного співробітника Кабінету музичної етнографії, а з 1 січня 1930 року — на посаді штатного наукового співробітника Катедри Української Етнографії, очолюваної Філаретом Колессою. Займався збирацькою роботою (організація фонографічної лабораторії, картотеки нотних матеріалів, фонотеки тощо).
У період з 1927 по 1937 роки Володимир Харків здійснив низку музично-етнографічних експедицій у різні регіони УРСР: на Чернігівщину, Донбас, Харківщину, Слобожанщину, Наддністрянщину, Полтавщину, Херсон, Суми, Поділля, Київщину.
Володимир Харків здійснив чимало експедицій під час своєї праці у Всеукраїнській академії наук з метою запису народних дум від кобзарів. Дослідниця думового епосу Софія Грица відзначає: «Найвизначнішим заходом у збиранні дум в 1930-40-х роках була поїздка на Харківщину аспіранта УАН В.Харкова, керівником якого був Ф.Колесса. У майже місячній експедиції (з 30 листопада до 24 грудня 1931 року) В. Харків записав думи від п'яти лірників з околиць Валок — В.Гончара, С. Веселого, Н.Колісника, Н.Баклага, І. Богущенка і кобзаря М.Христенка. Думи, що залишились у рукопису з Валків, розшифровували В.Харків, М.Гайдай та Т.Онопа».
Загальний науковий доробок його збирацької роботи становить близько 1000 нотних записів народних мелодій, з них 800 українських, 25 російських, 20 білоруських, 15 єврейських, 40 молдавських.
15 листопада 1934 року Кабінет Музичної Етнографії перейшов у відання Інституту Історії Матеріальної Культури без штатного співробітника. 3 січня 1935 року Володимир Харків був поновлений на посаді штатного співробітника Кабінету. Працював над опрацюванням і упорядкуванням музичного матеріалу для академічного видання народних пісень та збірника народних пісень для масового видання.
Володимир Харків не тільки займався організаційними питаннями та працював зі звукозаписувальною технікою, він шукав можливості покращити та вдосконалити фонографічний запис. Дослідник за порадою завідувача Київського радіовузла почав застосовувати до фонографічного запису мікрофон з ламповим підсилювачем замість звичайного рупора. Завдяки Харкову частково було вирішене ще одне засадниче питання, розв'язати яке було вкрай необхідно при закладанні фонографічного архіву — копіювання фонограм. Приміщення для копіювальної лабораторії не знайшли, та вихід частково все ж був знайдений і копії для транскрипційної роботи таки виготовляли. Дублювання фонограм робив Харків, хоч і виготовляв їх «кустарним» способом. Завдяки ініціативним пошукам Володимира Харкова, Кабінет був оснащений й іншими, не менш потрібними для роботи новинками.
Крім запису мелодій народних пісень, Володимир Харків у 1935 році як консультант допомагав працівникам Всесоюзного радіокомітету і Московської грамофонної фабрики записати на грамофонні платівки і кіноплівку спів колгоспниць з села Кам'янки Київської області, гру дударів із села Хоробричі Чернігівської області, спів і гру лірника Грицька Обличенка з села Сахновщина Харківської області та спів ансамблю з двох робітничих родин міста Києва.

### Репресії
Внаслідок чергової хвилі сталінських репресій 1937—1938 років Володимир Харків був арештований та засуджений на 10 років ув'язнення.

### Робота у Москві
Після відбуття строку й реабілітації працював у Москві. З 1955 по 1959 рік Володимир Харків працював завідувачем кабінету народної музики в Московській консерваторії.

## Праці
- Харків В. Спостереження над ліриками та кобзарями Валківського району // Відділ рукописів ІМФЕ НАН України, ф. 6-2, од. зб. 23 (3).
- Рецензія на збірник «Музыкальная этнография» // Етнографічний Вісник.- 1927.- Кн.4. — С.177-179.
- Поради записувачам народних пісень // Музика Масам. -Х., 1929. — № 5. — С. 3-5.
- Про музично-етнографічні екскурсії — Науково-популярний звіт за екскурсії 1927-29 рр. // Наукові Записки ВУТОРМу. — Х., 1930.
- Украинская музыка // «Справочник по национальностям СССР». — Л., 1931.
- Культурно-соціальна функція народних інструментів у побуті українського селянства (рукопис, 1931 рік).
- Про музичну культуру робітництва Сталінщини // Відділ рукописів ІМФЕ НАН України, ф. 6-2, од. зб. 24 (1).
- Пісні про кріпацтво // Відділ рукописів ІМФЕ НАН України, ф.6-2, од. зб. 24/17.